# Груйо Манев
Груйо Николов Манев е български учител и църковен протопсалт от град Копривщица.
След като завършва копривщенското училище по времето, когато там преподава дякон Йосиф Светогорски, е изпратен през 1834 г. заедно с Христо Пулеков, Найден Геров, Стоян Чомаков и др., по искане на чорбаджи Вълко Чалъков, в Пловдив да продължат образованието си в тамошното елинско училище. Там той е изучава гръцки език и църковно пеене, както Христо Пулеков, тъй и той е един отличен църковен певец, и славата му се е носи далече от Копривщица – в Пловдив, цяло Пловдивско и другаде. Той през целия си живот е бил учител и църковен певец (псалт). Учителствувал повече от 40 години в Копривщица, Клисура, Панагюрище, Одрин и другаде, ала най-много в Копривщица. Той е обичал еднакво и гръцкия език, и пеенето, защото чрез тях изпъква пред обществото.
Във времето от 1837 до 1839 г., Груйо Манев преподава на по-малките ученици по Взаимоучителния метод в Копривщица. Същата година общината в съседния град Панагюрище отчислява даскал Петър и на неговото място е поставен Манев. Там преподава черковното четене и пеене по „мусикия“ (гръцко нотно пеене). В училището на учениците, които са изучили часослова, псалтира и апостола, дава да учат пак същите, но на гръцки език. Чете на учениците преведени от гръцки басните на Езоп, а на големи празници всичкото черковно пеене и четене в черковата откарва на гръцки език. Във връзка с басните ходи даже до Карлово при Райно Попович за консултации по превода им.
Дскал Груйо, заедно с неколцина панагюрски първенци бил поканен да присъства при освещението на варошката черква в Татар Пазарджик. Там Груйо Манев завел със себе си и трима от своите ученици, между които е бил и Христо Данов. Когато бил условен за учител в Панагюрското взаимно училище и напуснал Клисура, даскал Груйо взима със себе си и Христо Данов, завежда го в Панагюрище и го настанява в своята квартира в училището. При такива обстоятелства учителя взима „под крилото си“ Данов, за да не остане само с образованието, получено в килийното училище в Клисура. С негови рекомендации Данов е назначен по-късно за взаимен учител в Копривщица, като същевременно учи в класното училище. Така той придобива необходимата висота на образование, за да се превърне в стожер за българската народна просвета и за българската книжнина.
През 1851 г. Груйо Манев вече е първият учител в новооткритото от Найден Кръстевич „Чорбаджинайденово училище“ в град Одрин. Наследник на това училище се явява Одринската мъжка гимназия „Д-р Петър Берон“.
Ученик по църковно пеене при Геро Добрович и прочутия музикоучител отец Неофит Рилски, Христо Пулеков освен като учител става и най-тачен псалт в едногласовото пеене. Пее на различни места и дори е певец в катедралния храм на Вселенската патриаршия. Когато се прибира в родния си град, Христо като тенор, влиза в противоборство с Манев, чийто глас е баритон. Въпреки желанието да блесне пред енориашите било в „Свети Никола“ или „Света Богородица“ в Копривщица, Груйо Манев винаги с уважение отстъпва първенството на Христо Пулеков. Манека отстъпвал на Пулека място на дясната певница (клирос), защото именно на тази певница пее протопсалтът, главният певец в храма. На лявата певница пее вторият певец, наричан лампадарий.
След Освобождението даскал Груйо Манев се пенсионира кто учител, но запазва мястото си на протопсалт в черковата „Свети Никола“, посещава училището почти всеки ден и запазва връзките си с колегите си до смъртта си.